# 閃光美洲鱥
閃光美洲鱥（學名：Luxilus chrysocephalus）為輻鰭魚綱鯉形目雅羅魚科的其中一種，分布於美國紐約州西部至威斯康辛州，南至阿拉巴馬州、路易斯安那州和德克薩斯州東部的五大湖和密西西比河流域；從喬治亞州至阿拉巴馬州的莫比爾灣到路易斯安那州沙賓河的墨西哥灣沿岸流域，並引入佛羅里達州和阿拉巴馬州的埃斯坎比亞河流域，體長可達24公分，棲息在岩石底質、流流快速的溪流，屬雜食性，以昆蟲、藻類等為食，會築巢產卵，繁殖季節從3月到7月，但可以延續到10月。在此期間，雄性和雌性的顏色從銀色變為金色，除尾巴外，所有鰭均變為橙色，它們在淺水區產卵。